# DUKW
DUKW — сімейство амфібійних транспортних засобів на базі повнопривідного вантажного автомобіля GMC CCKW розробки корпорації GMC періоду Другої світової і Корейської війн.

## Етимологія назви
- D — розроблений у 1942 році (Designed in 1942)
- U — багатоцільовий (Utility)
- K — повнопривідний (All-wheel drive)
- W — двохтандемні задні вісі (Dual-tandem rear axles)

## Історія розробки
DUKW був розроблений Родом Стівенсом, молодшим дизайнером яхт компанії Sparkman & Stephens, Inc., Деннісом Пулстоном, британським моряком з глибоководних вод, та Френком У. Шпіром з Массачусетського технологічного інституту. Транспортний засіб розроблявся для вирішення проблеми постачання підрозділів, які щойно здійснили амфібійну вискадку на плацдарм, він був спочатку відхилений збройними службами. Однак, коли патрульне судно Берегової охорони США застрягнуло на піщаній косі поблизу Провінстауна, штат Массачусетс, експериментальний DUKW виявився в цьому районі і продемонстрував свої характеристики у складних погодних умовах. При вітрі швидкістю до 110 км/год, дощу та важкому прибої, яка заважали звичайним суднам врятувати сім берегових охоронців, що застрягли на берегу, DUKW не мав жодних проблем і легко впорався з евакуацією постраждалих, отже опозиція військових до DUKW кардинально змінилася. Пізніше DUKW довів свою придатність до плавання у морських умовах, перетнувши Ла-Манш.
Остаточний дизайн виробництва вдосконалили декілька інженерів компанії Yellow Truck & Coach у місті Понтіак, штат Мічиган. Транспортний засіб був побудований компанією Yellow Truck and Coach Co. на їхньому заводі Pontiac West Assembly and Chevrolet Div. компанії General Motors Corp. на їхньому заводі збору вантажівок у Сент-Луїсі. Загалом до 1945 року було виготовлено 21 147 одиниць амфібійних машин.

## Історія служби
DUKW постачався до армії США, корпусу морської піхоти США та військам союзників. Так 2 тисячі одиниць були поставлені до Британії за програмою ленд-ліз, 535 були придбані австралійськими силами, а 586 були передані Радянському Союзу, який після війни побудував свою власну версію — БАВ-485. Спочатку DUKW були відправлені до Гуадалканалу на Тихоокеанський театр, але вперше були застосовані в бойових умовах при проведенні операції «Хаскі» під час вторгнення на Сицилію на Італійському театрі війни.
Машини широко використовували при проведенні морської десантної операції «Нептун», вони висаджували десант на плацдарми в Нормандії та в битві за Шельду, а також в операціях «Верітебл» та «Пландер».
На Тихому океані морська піхота США використовувала DUKW для перетину коралових рифів островів, таких як Сайпан і Гуам, а шини не постраждали від коралів.